# Säuglingspflege

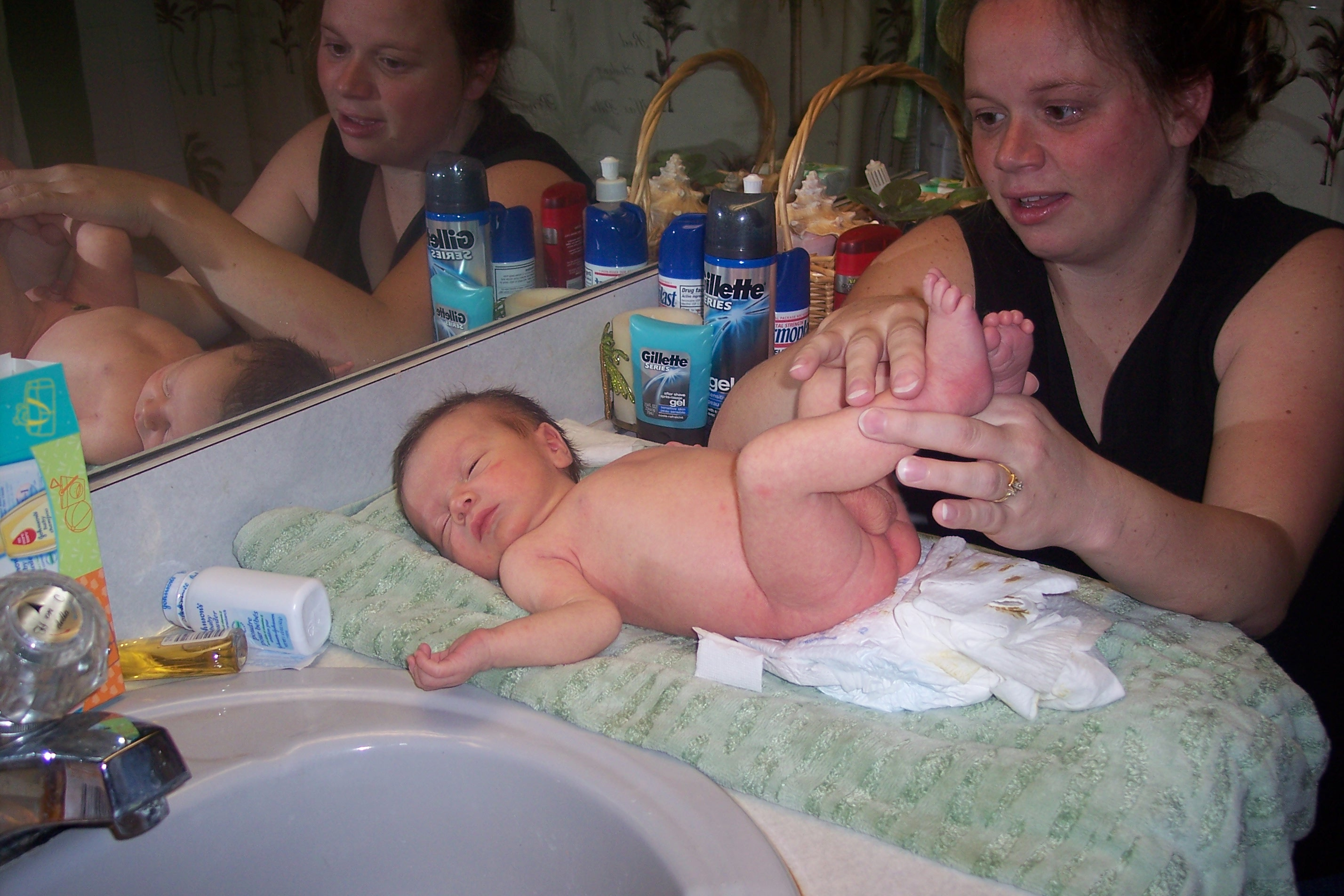
Wechseln der Windeln auf einer Ablage neben dem Waschbecken in Ermangelung eines Wickeltischs.

Die Säuglingspflege bezieht sich auf die gesunde Entwicklung vom Menschen in seinem ersten Lebensjahr.
Die moderne professionelle Säuglingspflege ermittelt Ressourcen und Pflegeprobleme des Säuglings bzw. der Familie und plant auf dieser Basis Ziele und Maßnahmen, um die gesunde Entwicklung des Säuglings und seine Familie zu unterstützen. Um die individuelle gesundheitliche Situation eines Säuglings ganzheitlich zu erfassen, lehnt sich die Pflege z. B. am Modell der Lebensaktivitäten nach Nancy Roper, Winifred Logan und Alison Tierney an. Besonderer Schwerpunkt ist dabei die sorgfältige Beobachtung und Pflege des Neugeborenen. Ist der Säugling nach der Geburt erstversorgt und entwickelt sich gut, so übernehmen die Eltern, überwiegend die Mütter, die Säuglingspflege selbst. Die Eltern werden durch Hebammen, Gesundheits- und Kinderkrankenpfleger und den Kinderarzt beraten und unterstützt.

## Säuglingspflege in Deutschland
Normalerweise verbringen Mutter und Kind heute die ersten drei Tage nach der Geburt in einer Klinik. Dort erfolgt in der Regel auch die erste Unterstützung beim Stillen. Aber auch danach oder ambulant stehen den Eltern Beratung und Unterstützung seitens Hebammen und Kinderarzt zu.
Oft ergeben sich im Laufe der Entwicklung des Säuglings im ersten Lebensjahr noch sehr viele Fragen, die nicht immer von vornherein geklärt werden können. Unterstützung und ein niedrigschwelliges Beratungsangebot finden Eltern in Säuglingspflegekursen, in fortlaufenden Eltern-Kind-Gruppen wie z. B. PEKiP, in Stillgruppen, Elterncafés, offenen Treffs, in Elternschulen, Hebammenpraxen, im Internet oder in zahlreichen Elternratgebern.
Unter dem Begriff Säuglingspflege werden in diesem Bereich viele verschiedene Themen zusammengefasst, wie z. B. das Halten und Tragen, Beruhigen und Hilfe beim Einschlafen, Ernährung, Stillen, Stillprobleme, Beikost, Babynahrung, Allergieprävention, Pflege der Haut, Babybad, Wickeln, Babymassage, Vorsorgeuntersuchungen, Untersuchungs-Heft, Impfkalender, Kinderkrankheiten, Verstopfung, Blähungen, Babyapotheke, Erstausstattung, Kleidung, Bett, Spielzeug, kindersichere Umgebung und Unfallschutz, Rückbildungsgymnastik, Säuglingsschwimmen etc.
Bei Störungen in der Neugeborenenperiode und bei Frühgeborenen ist der Pflegebedarf aufgrund der besonderen Umstände intensiver. Es werden medizinische und technische Fachkenntnisse erforderlich. Die Säuglingspflege findet unter Umständen auf der Intensivstation einer Klinik statt. In diesen speziellen Situationen übernehmen Gesundheits- und Kinderkrankenpfleger die Pflege je nach Bedarf teilweise oder überwiegend. Jedoch stehen dabei heutzutage Mutterliebe und die Eltern-Kind-Beziehung weiterhin im Mittelpunkt, damit der Säugling gedeiht. Frühgeborene stellen in Deutschland mit einem Anteil von 8,8 % der Neugeborenen die größte Kinderpatientengruppe dar.

## Geschichte

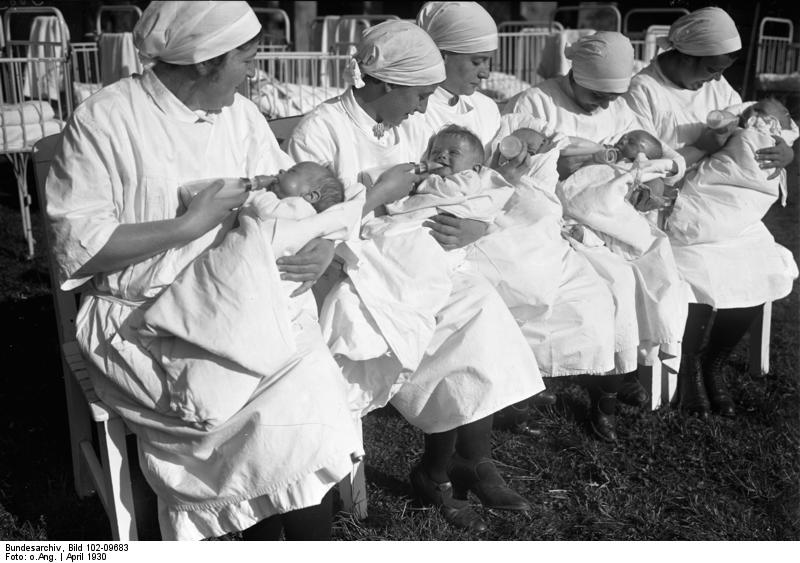
Krankenhaus für Säuglingspflege in Berlin, 1930

Die professionelle Säuglingspflege hat sich als eigenes Gebiet der Kinderpflege erst im 19. Jahrhundert entwickelt und zwar aufgrund der hohen Sterblichkeit von Säuglingen in den Kinderabteilungen der Krankenhäuser. Die ersten „Säuglingspflegerinnen“ wurden schließlich 1897 in Dresden vom Kinderarzt Arthur Schloßmann im ersten deutschen Säuglingsheim für kranke Kinder ausgebildet.
Nachdem sich die Wissenschaft zunächst auf Körperpflege, Hygiene und Ernährung konzentrierte, führten die wissenschaftlichen Arbeiten z. B. von Emmi Pikler und René A. Spitz zu der Erkenntnis, dass ein Kind daneben insbesondere Liebe und Zuwendung, Respekt, aber auch Grenzen und Erziehung zu einer gesunden Entwicklung braucht.

## Pflege von Neugeborenen
Ein reifes Neugeborenes wird zwischen der 38.–42. Schwangerschaftswoche geboren. Die Neugeborenenperiode, in der die Organe des Kindes nach der Trennung vom mütterlichen Organismus eigene Funktionen übernehmen müssen, dauert vom Zeitpunkt des Abnabelns bis zum 28. Lebenstag. In dieser Phase sind spezielle Pflegemaßnahmen notwendig, die sich von der allgemeinen Pflege eines älteren Säuglings unterscheiden.

### Maßnahmen der Erstversorgung

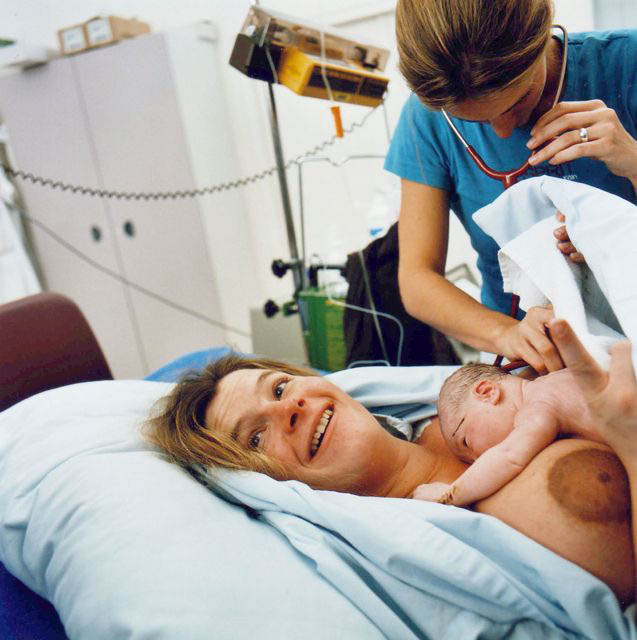
Erstversorgung des Neugeborenen

- Überwachung des ersten Atemzuges, der nach ca. 20 Sekunden durch äußere Reize wie z. B. Berührung, Licht, Kälte sowie Sauerstoffmangel ausgelöst wird[4]
- Bei Bedarf Absaugen von Schleim, Blut oder grünem Fruchtwasser aus Mund, Nase, Rachenraum und evtl. auch Magen[5]
- Ermittlung des Allgemeinzustands des Neugeborenen
- Überprüfung und Bewertung der Reifezeichen (Kopfumfang, Gewicht, Länge, Ohrmuschel- und Nasenknorpel, Brustdrüsengewebe und Brustwarzenbildung, Finger- und Fußnägel, planetare Hautfältelung, Hautfarbe und Hautbeschaffenheit einschließlich des Vorhandenseins des Unterhautfettgewebes, Kopfhaar, Vernix caseosa, Lanugobehaarung, Genitalbereich)[6]
- Die Vitalitätskontrolle erfolgt mithilfe des Apgar-Scores. Die Apgar-Werte werden nach 5 und nach 10 Minuten wiederholt[7]
- Ein reifes, vitales Kind wird nach ca. 1-1,5 Minuten nach Sistieren der Nabelschnurpulsation vorläufig abgenabelt. Zur vorläufigen Abnabelung wird ca. 7 cm vom kindlichen Körper entfernt eine sterile Klemme und ca. 4 cm entfernt eine zweite gesetzt. Mithilfe einer sterilen stumpfen Schere wird dann die Nabelschnur zwischen beiden Klemmen durchgeschnitten, indem die Öffnung der Schere stets vom Kind weggehalten wird, um eine Verletzung zu vermeiden.[8]
- Es wird möglichst schnell der Erstkontakt zur Mutter hergestellt. Beim Hautkontakt mit dem Neugeborenen nimmt das Kind erstmals den Geruch der Mutter wahr und erkennt sie an ihrer Stimme, die es schon im Mutterleib gehört hat, wieder. Bei der Geburt anwesenden Vätern wird Gelegenheit zur ersten Kontaktaufnahme zum Kind gegeben[9]. Insbesondere der Hautkontakt dient dem Aufbau von Vertrauen und Geborgenheit, dem sogenannten Bonding.
- Dem abgetrockneten Neugeborenen wird am Handgelenk ein Namensbändchen mit Geburtsdatum sicher befestigt.[9]
- Bei bestehendem Stillwunsch sollte das Neugeborene sofort an jede Brust angelegt werden, da unmittelbar nach der Geburt der Saugreiz für ca. 20-50 Minuten am stärksten ausgeprägt vorhanden ist.[9]
- Nach einer vorsichtigen Reinigung unter der Wärmelampe, wird die Nabelschnur anschließend unter aseptischen Kautelen endgültig versorgt, indem eine sterile Nabelklemme ca. 2-3 cm vom Nabelring, d. h. vom Hautansatz entfernt gesetzt wird. Die restliche Nabelschnur wird beim vitalen Kind mit einer sterilen stumpfen Schere abgeschnitten, mit 70-prozentigen Alkohol desinfiziert und mit einer sterilen Kompresse geschützt.[10]
- Ermittlung und Dokumentation der Körpermesswerte (Gewicht, Länge, Kopfumfang, Temperatur) des Neugeborenen[11]
- Vom Geburtshelfer wird das Kind sorgfältig untersucht, um Verletzungen oder Fehlbildungen zu erfassen und den Gesundheitszustand festzustellen.[12]

### Pflegeprobleme beim Neugeborenen
- Veränderte Lebensbedingungen durch Geburtsstress und Verlust des schützenden Uterus
- Gefahr von Organstörungen durch Umstellung und Anpassung an selbständige Funktion
- Gefahr der Nabelabheilungsstörung und Hautschädigung durch Infektion u. a.
- Gefahr einer erschwerten Eltern-Kind-Beziehung durch soziale Probleme[13]

### Aufgaben der Neugeborenenpflege
- sorgfältige Beobachtung von Atmung, Puls, Körpertemperatur, Hautfarbe und Hautbeschaffenheit, Trinkverhalten, Ausscheidungen und Stuhlkonsistenz und das Verhalten des Neugeborenen, Auffälligkeiten werden umgehend an den Arzt weiter geleitet
- die ausführliche und verständliche Information der Eltern zur gezielten, aufmerksamen Beobachtung ihres Kindes
- assistiert dem Arzt bei Vorsorgeuntersuchungen
- durchführen von evtl. der kapillären Blutentnahme für das Neugeborenenscreening
- durchführen von therapeutischen Maßnahmen (z. B. Fototherapie) nach Anordnung des Arztes
- Beratung bezüglich des Stillens oder der künstlichen Ernährung des Kindes
- erklären von hygienischen Regeln, um Infektionen zu vermeiden
- Information der Eltern zur Gesundheitsförderung
- Hilfestellung für die Eltern bei auftretenden Problemen
- bei Bedarf werden Eltern bezüglich allgemeiner pflegerischer Maßnahmen, wie z. B. wickeln, Körperpflege, Versorgung des Nabels, bezüglich der Verhütung von Unfällen, Schlafumgebung, Lagerung, Handling, Vorsorgeuntersuchungen, Körpersprache des Säuglings etc. beraten und angeleitet
- Dokumentation[14]

### Aufgaben bei Störungen in der Neugeborenenperiode
- Pflege bei Neugeborenengelbsucht. Die Erhöhung des Bilirubins ist innerhalb bestimmter Grenzwerte physiologisch und tritt bei reifen gesunden Neugeborenen zwischen dem 2.–6. Lebenstag auf.[15] Bei einer Hyperbilirubinämie, die mit Fototherapie behandelt wird, kann es zu Trinkschwäche und mangelnder Nahrungszufuhr, erhöhtem Flüssigkeitsverlust durch verstärkte Perspiratio insensibilis und häufige wässrige Stühle, Netzhautschädigungen, Körpertemperaturschwankungen, Apnoe- und Bradykardieneigung bei untergewichtigen Neugeborenen, trockener rissiger Haut, Erytheme und Exantheme, gesteigerter Unruhe und einer erschwerten Eltern-Kind-Kontakt durch räumliche Trennung kommen.[16]
- Pflege eines Neugeborenen mit Infektionen, z. B. aufgrund von vorzeitigem Blasensprung, Amnioninfektionssyndrom, einer bestehenden mütterlichen Infektion oder Frühgeburtlichkeit[17]
- Pflege eines Neugeborenen mit Stoffwechselstörungen (Hypoglykämie oder Hypokalzämie)[18]
- Pflege eines Neugeborenen mit Plexusparese[19]
- Pflege eines Neugeborenen bei drogenabhängiger Mutter[20]

## Lebensaktivitäten des Säuglings und Maßnahmen der allgemeinen Säuglingspflege
Der gesunde Säugling ist nach der Geburt fast vollständig abhängig in seinen Lebensaktivitäten (vgl. Pflegemodell nach Nancy Roper) und er bleibt es auch. Entsprechend seiner Fähigkeiten entwickelt er sich fort, indem er z. B. nach den ersten 6 Monaten eine andere Nahrung als Milch zu sich nehmen kann, jedoch wird er dann immer noch gefüttert. Der Säugling und seine gesunde Entwicklung sind abhängig von den ihn umgebenden Personen, deren Respekt und Fürsorge sowie ihrem Fachwissen bezüglich der Säuglingspflege.

### Kommunikation und Handling
Ein Säugling ist sehr empfindlich und es gibt beim Umgang mit ihm gewisse Regeln zu beachten.
Um adäquat auf ein Kind eingehen zu können, ist es zum einen wichtig, seine Signale richtig zu deuten. Ein Säugling, der sich z. B. abwendet, gähnt, unruhig wird, die Hand vor das Gesicht legt oder sogar weint, zeigt, dass er in Ruhe gelassen werden will. Werden diese Zeichen respektiert, so wird das Kind nach einer gewissen Zeit den Kontakt mit den Eltern wieder aufnehmen, indem es z. B. aufmerksam das Gesicht der Mutter oder des Vaters anblickt oder anlächelt.
Sämtliche Handgriffe wie das Hochheben, Hinlegen, Wickeln, An- und Ausziehen, Tragen, Baden, Füttern, Trinken, Spielen und Lagern unterliegen einer gewissen Behutsamkeit und der liebevollen Zuwendung. Die Berührungen und Bewegungen werden dem Kind angekündigt und möglichst viel Blickkontakt hergestellt. Ziel ist die Einbeziehung des Säuglings und seiner Gefühle. Das Neugeborene wird immer langsam über die Seite hoch genommen oder abgelegt, dabei wird das Köpfchen gestützt. Zudem wird der Säugling immer am Rumpf oder rumpfnah angefasst. Das An- und Ausziehen wird erleichtert, wenn die Hals- und Ärmelöffnung vorher mit der eigenen Hand geweitet wurden. Es wird nie an den Extremitäten, sondern immer an der Kleidung gezogen. Auf die kleinen Finger und Zehen ist dabei sorgsam zu achten. Zugrunde liegt hier u. a. auch das Bobath-Konzept.
Säuglinge haben ein Grundbedürfnis nach körperlicher Nähe zur Bezugsperson und nach Geborgenheit. Sie müssen sich erst an die neue Umgebung außerhalb des Mutterleibes gewöhnen. Aufgrund dessen werden sie zuerst viel am Körper getragen. Es gibt verschiedene Tragepositionen und neben dem Tragen auf dem Arm auch verschiedene Tragehilfen.
Eine Studie mit Elektrokardiogramm- und Verhaltensaufzeichnungen hat aufgezeigt, dass Säuglinge sich beim Tragen beruhigen. Sie wurden ruhiger und hörten auf zu weinen, sobald sie im Gehen getragen wurden, und dieser Effekt endete, sobald die sie tragende Person sich setzte. Das Ruhigsein beim Tragen sei eine natürliche Reaktion, die das Entfernen aus Gefahrensituationen unterstütze.

### Körpertemperatur
Nach der Geburt ist der Säugling nur vermindert fähig seine Körpertemperatur selbst zu regulieren. Für seine Entwicklung ist es aber wichtig, dass sie weitestgehend konstant bleibt. Dies erreicht man z. B. dadurch, dass die Raumtemperatur konstant gehalten wird. Empfohlen wird für ein Neugeborenes eine Temperatur von 20 bis 22 °C. Weitere Maßnahmen sind z. B., die Hände vor dem Anfassen zu wärmen, das Bett vorzuwärmen (z. B. mit Wärmflasche oder Kirschkernkissen), das Benutzen einer Wärmelampe, das Abdecken unbekleideter Körperteile mit Stoffwindel oder Handtuch und auch durch das Wärmen der Waage vor dem Wiegen. Damit der Säugling andererseits nicht überhitzt wird und kein Durstfieber entwickelt, wird ihm ausreichend Flüssigkeit (abgekochtes Wasser, Milch) angeboten. Ist der Säugling älter, ist tagsüber eine Raumtemperatur von 18 bis 21 Grad Celsius und nachts von 15 bis 18 °C ausreichend. Die Luftfeuchtigkeit sollte bei etwa 50 Prozent liegen.

### Essen und Trinken
Der Säugling lernt zuerst durch Saugen Nahrung selbst aufzunehmen, dabei das Schlucken und das Atmen zu koordinieren und schließlich über den Magen-Darm-Trakt zu verdauen. Dieser Lernprozess führt in den ersten Lebenstagen zu einer physiologischen Gewichtsabnahme. Eine Abnahme bis zu einem Zehntel des Körpergewichts gilt als normal. Nimmt das Kind wieder zu, reicht ein wöchentliches Wiegen aus. Ein zufriedenes Kind ist der beste Beweis für gutes Gedeihen.
Geeignete Nahrung ist zunächst ausschließlich Muttermilch oder industriell hergestellteSäuglingsmilchnahrung. In der Regel werden Säuglinge nach Bedarf gefüttert. Die meisten Neugeborenen melden sich etwa 6- bis 8-mal in 24 Stunden. Aber auch bis zu 12 Mahlzeiten (meistens bei Stillkindern) sind anfänglich nichts Ungewöhnliches. Die Gabe zusätzlicher Flüssigkeit ist innerhalb der ersten 4-6 Lebensmonate unter Normalbedingungen nicht erforderlich. Da das Neugeborene aber sehr anfällig für Krankheiten ist, wird beim Stillen und Füttern sehr auf Hygiene geachtet. Hände und Brust werden stets vorher gereinigt und gepflegt. Flaschen und Sauger müssen sauber und vor Gebrauch sterilisiert sein. Nach dem Stillen und Füttern ist stets auf das „Bäuerchen“ zu achten, damit verschluckte Luft entweichen kann. Der Säugling wird dazu hochgenommen, so dass der Kopf des Kindes auf der Schulter der fütternden Person liegt. Durch leichtes Auf- und Abbewegen oder vorsichtiges Klopfen und Reiben des Rückens wird das Aufstoßen erleichtert.
Mit etwa 5 - 7 Monaten lernt das Kind zu Löffeln und Geruch, Geschmack, Konsistenz, und Aussehen von Nahrung kennen. In dieser Zeit wird die Milchnahrung durch die Einführung der Beikost in Form von Breien ergänzt. Die Milchnahrung bleibt weiterhin die wichtigste Kalziumquelle und fester Bestandteil der Ernährung. Die Abfolge der Beikost ist stark von Traditionen bestimmt. So wird in vielen Ländern wie etwa den USA zunächst Reisbrei, dann Obst, dann Gemüse und erst im 8.–10. Monat Fleisch angeboten. In Deutschland erhalten Säuglinge als erste Beikost üblicherweise Gemüse. Begonnen wird löffelweise z. B. mit reinem Karottenpüree. Der Säugling gewöhnt sich nach einiger Zeit an diese Form der Nahrungsaufnahme. Dann wird jeweils eine Milchmahlzeit im Abstand von einem Monat mit folgenden Breien ersetzt:
- Gemüse-Kartoffel-Fleisch-Brei im 7. Monat
- Milch-Getreide-Brei im 8. Monat
- Getreide-Obst-Brei im 9. Monat

Durch den Verzehr von Beikost bekommt der Säugling häufiger Durst. Zum Durstlöschen eignet sich Trinkwasser oder stilles Mineralwasser, das im ersten Lebenshalbjahr abgekocht wird. Die Gabe von Kräutertees sollte kritisch betrachtet werden. Die WHO weist darauf hin, dass Kinder wegen der kleineren Körpergröße und schnellen Wachstumsrate im Vergleich zu Erwachsenen empfänglicher für pharmakologisch wirksame Substanzen in Kräutertees sind. Aufgrund des Mangels wissenschaftlicher Ergebnisse bezüglich der Sicherheit verschiedener Kräuter und Kräutertees für Kinder besteht in diesem Gebiet großer Forschungsbedarf.
Sobald die ersten Zähne durchbrechen, nehmen Säuglinge zwischendurch gerne etwas Zwieback oder härtere Brotrinde zum Kauen, die unter Aufsicht gegeben werden.
Ab etwa dem 10. Monat erfolgt meistens ein Übergang zur „Familienkost“, d. h., der Brei wird nicht mehr püriert, sondern nur noch zerdrückt. Der Milch-Getreide-Brei wird zunehmend durch eine kalte Hauptmahlzeit (Frühstück und Abendessen) ersetzt. Der Säugling wird weiterhin gestillt oder Fertigmilch als Flaschengetränk gegeben. Erst gegen Ende des ersten Lebensjahres beginnt das Kind, anstelle der Brust- oder Flaschenmahlzeit Vollmilch aus der Tasse zu trinken. Das Kind erhält regelmäßig Flüssigkeit über Getränke. Auf schwer verdauliche, sehr fettige, kleine oder harte Lebensmittel und starkes Würzen wird grundsätzlich verzichtet.

### Sauber halten und Ausscheiden
Die Haut des Neugeborenen ist sehr empfindlich. Um sie intakt zu halten, bedarf es einer guten Pflege, d. h. sie wird sauber und trocken gehalten und allergieauslösende oder reizende Stoffe werden möglichst ferngehalten.
Besonderer Aufmerksamkeit bedarf der Nabelrest, der in d. R. innerhalb des 5. – 8. Folgetages eintrocknet und dann abfällt. Damit sich keine Infektion bildet, wird in dieser Region besonders auf Sauberkeit und Trockenheit geachtet. In der Regel reicht ein Abdecken mit einer sterilen Kompresse aus, die täglich oder bei Bedarf gewechselt wird. Bei rotem, feuchtem oder belegtem Nabel wird zusätzlich mit steriler Kochsalzlösung oder mit Desinfektionsmittel vorsichtig gereinigt.
Milchreste im Gesicht oder hinter den Ohren werden immer vorsichtig mit warmen Wasser und weichem Tuch entfernt. Besondere Pflege bedarf die Haut im Genitalbereich. Bei Verschmutzung durch Urin oder Stuhl wird mit warmen Wasser oder mit pflanzlichem Öl gereinigt. Unter Umständen wird ein kurzes Bad notwendig. Das Bad dient der Reinigung, Durchblutungsförderung, sowie der Körperwahrnehmung, Entspannung und Bewegungserfahrung. Seitens der Hautärzte werden für Säuglinge 1 - 2 Bäder pro Woche mit einer Dauer von 3 bis 5 Minuten empfohlen. Die Temperatur muss 36-38 °C betragen und ist am besten mit einem Badethermometer zu kontrollieren. Vor und nach dem Baden ist auf Wärme zu achten, um den Säugling vor dem Auskühlen zu schützen. Zum Waschen des Neugeborenen ist i. d. R. warmes Wasser ausreichend. Pflegeprodukte können den Säureschutz der Haut negativ beeinflussen, deswegen werden sie möglichst sparsam verwendet. Damit keine wunden Stellen entstehen, ist das sorgfältige Abtrocknen in Hautfalten und zwischen den Zehen und Fingern wichtig. Um beim Abtrocknen Reizungen durch Reibung zu vermeiden, hilft evtl. ein Fön. Wichtig ist, dass die Temperatur körperwarm ist, der Abstand zum Kind eingehalten wird und der Luftwirbel schwach ist.
In der Regel werden Windelprodukte verwendet. Viele Einmalwindeln enthalten viele verschiedene Chemikalien und sie sind luftundurchlässig. Ökohöschenwindeln sind zwar weniger gebleicht, haben aber den Nachteil, dass sie weniger saugfähig sind und einen höheren Kunststoffanteil haben. Das Tragen von Einmalwindeln kann zum Wundwerden oder zu Windeldermatitis führen. Um dies zu verhindern und die Haut weitestgehend trocken und sauber zu halten, wird die Windel möglichst häufig gewechselt. D. h. beim Neugeborenen etwa alle 3-4 Stunden, beim Säugling ca. 5- bis 6-mal täglich, bzw. so oft wie nötig. Grundsätzlich wird dabei kein Baby zum Wickeln geweckt und es wird darauf geachtet, dass die Windeln immer ausreichend groß sind. Es hat sich zudem bewährt, das Baby möglichst viel ohne Windel an der Luft strampeln zu lassen (sog. offene Pflege).

### Kleiden
Die richtige Kleidung trägt zur Pflege der Haut bei und hilft dem Säugling seine Temperatur zu halten. Neugeborene haben im Verhältnis zum Körper einen sehr großen Kopf, über den sie viel Wärme verlieren. Deswegen sollten sie immer eine leichte Mütze auf haben. Die Kleidung darf nicht einengen. Bei Kleidung, die direkt auf der Haut aufliegt (Strampler, Unterwäsche, Socken), sind ungefärbte und nicht chemisch aufgerüstete Naturtextilien vorzuziehen. Sie sind an entsprechenden Wäschezeichen zu erkennen. Kleidungsstücke, die Pestizide und andere Chemikalien oder auch auslaufende Farben enthalten, können allergieauslösend wirken. Auch Kleidungsstücke mit Reißverschlüssen, Schnallen oder Nieten können zu Allergien führen und sind für Babys ungeeignet, da sie zu Druckstellen führen können. Kunstfasern wie Perlon, Dralon, Nylon, Polyester u. a. haben den Nachteil, dass der Stoff kaum Feuchtigkeit aufnimmt oder durchlässt. Somit bleibt der Schweiß auf der Haut, was Erkältungen begünstigt. Reine Naturfasern bzw. Kleidung mit höchstens einem Drittel an Kunstfasern ist für die Haut am verträglichsten.

### Bindungspflege und taktile Maßnahmen
Eine enge Mutter-Kind-Beziehung ist eine wichtige Voraussetzung für die stabile emotionale Entwicklung des Kindes. Sie kann durch engen Körperkontakt zum Neugeborenen, z. B. durch das frühe Anlegen an die Brust oder das Rooming-in gefördert werden.
Um die Bindung von Eltern und Kind, die großen Einfluss auf die Entwicklung und Reifung des Säuglings hat, auch weiter zu fördern gibt es verschiedene Methoden und Maßnahmen. Diese sind in der Regel stark kulturbeeinflusst. In unserem Kulturkreis sind es die sogenannten Fingerspiele, mit denen spielerisch Kontakt zu den Babys aufgenommen wird. Anfang der 70er Jahre hat Frédérick Leboyer die indische Babymassage in Europa bekannt gemacht. Sie ist eine schöne Möglichkeit durch gezielte, sanfte Berührungen dem Säugling Liebe, Zärtlichkeit, Sicherheit, Geborgenheit, Nähe und Zuneigung zu geben und tragen damit zu seinem Wohlbefinden bei.
Die Känguru-Methode oder auch „Kangaroo Mother Care“ ist eine Pflegemaßnahme, bei der das Kind im direkten Hautkontakt zum Oberkörper der Mutter oder des Vaters steht. Die Methode kommt insbesondere im Bereich der Frühgeborenenpflege zum Einsatz. Sie wurde Ende der 1970er Jahre in Bogota (Kolumbien) aufgrund fehlender medizintechnischer Ausrüstung zum Wärmen entwickelt und angewendet. Unterstützt werden kann sie z. B. durch Maßnahmen der Basalen Stimulation, bei der die Eltern lernen, wie sie ihr Kind gezielt berühren.
In Amerika wurde die RISS-Methode (Rice Infant Sensorimotor Stimulation Technique, auch „Loving Touch“ genannt) für Frühgeborene entwickelt. Es wurde wissenschaftlich nachgewiesen, dass sich die regelmäßig massierten Frühgeborenen besser entwickelten, deutlich mehr an Gewicht zunahmen, wacher und aktiver waren und früher aus der Klinik entlassen werden konnten.
Weitere Methoden liebevolle Zuwendung an Säuglinge in kritischen Situationen zu geben sind die Polarity-Methode, sanftes Halten nach Jay oder TAC-TIC (Touching and Caressing – Tender in Caring = Berühren und Streicheln – sanfte Fürsorge) oder die Schmetterlingsmethode nach Eva Reich.

### Sich beschäftigen, bewegen spielen und lernen
Spielen ist für ein Kind ein Grundbedürfnis und durch Spielen entwickelt sich die Beziehung zwischen dem Kind und dem Erwachsenen. Beim Neugeborenen und beim Säugling bis zu 3 Monaten steht zunächst das soziale Spiel und das Spiel mit den eigenen Händen im Mittelpunkt. Unter sozialem Spiel versteht man: Blickkontakt aufnehmen, Kopf in Richtung Bezugsperson wenden, aufmerksam zuhören, Nachahmen der Mimik und Erlernen des sozialen Lächelns. Als Bezugsperson kann man die Entwicklung unterstützen, indem man den Kontakt zum Säugling durch liebevolle Ansprache aufnimmt und z. B. Pflegemaßnahmen mit Blickkontakt und Sprechen verbindet. Da die Aufmerksamkeitsspanne des jungen Säuglings noch kurz ist, wird er schnell erschöpft sein und wegschauen. Als Spielzeug eignen sich neben seinen Händen, hängende Spielzeuge, wie z. B. Mobile, Klangspiele, Luftballons oder Spieluhren. Auch Greifspielzeuge können angeboten werden. Je älter der Säugling wird, umso mehr entwickeln sich seine Fähigkeiten. Je nach Alter und Entwicklungsstand des Säuglings wird er später seine neu erworbenen Fähigkeiten üben. Je nach Entwicklungsstufe stehen dabei immer andere Fähigkeiten im Vordergrund. Aus der Sicht des Säuglings ist dann jeder Gegenstand geeignet, der sich zum Erkunden eignet. Wichtig ist, dass die Spielsachen gut zu reinigen und desinfizieren sind und dass sie nicht gefährlich sind, sich der Säugling also nicht verletzen kann. Wird der Säugling zunehmend mobil (krabbeln, sitzen, laufen), kommen auch immer mehr Bewegungsspiele und Bewegungsübungen zum Einsatz.
Der Säugling kann sich nackt am besten bewegen und spüren (vgl. auch Das PEKiP-Konzept von Jaroslav Koch).

### Lagerung und Schlafen
Die Neugeborenen sollten sich stets in Rücken- oder Seitenlage befinden. Die Rückenlage gilt heute als die sicherste Schlaflage, aber auch eine abwechselnde Seitenlage wird empfohlen, sofern das unten liegende Ärmchen vor dem Körper liegt, um ein rollen auf den Bauch auszuschließen. Eine Lagerung auf den Bauch sollte nur erfolgen, wenn die Kinder beaufsichtigt sind, da ein Zusammenhang zwischen Bauchlage und dem plötzlichen Säuglingstod vermutet wird.
Ebenfalls als Vorsorge vor dem plötzlichen Kindstod wird die Verwendung eines Babyschlafsacks anstelle einer Decke empfohlen.

### Für eine sichere Umgebung sorgen
- Schadstofffreie Möbel (Bett), Matratze, Kleidung, Raumfarbe, Bettwäsche, Spielsachen
- nicht unbeaufsichtigt auf dem Wickeltisch
- keine verletzenden Gegenstände in der Nähe des Säuglings
- bei zunehmender Mobilität sichere Umgebung schaffen (Steckdosen, Sturzgefahren mindern, Schranksicherungen, Treppen sichern)

### Mädchen oder Junge sein
Dies ist beim Säugling insofern von Bedeutung, als das z. B. bei der Intimpflege entsprechende Unterschiede zu beachten sind. Vielleicht wird es auch anhand der Kleidung oder Spielsachen und Farben deutlich, die den Säugling umgeben – inwiefern es für ihn selbst eine Rolle spielt, ist unklar.

### Atmen und Kreislauf regulieren
Nachdem das Neugeborene selbständig atmet und sich an die Umwelt angepasst hat, wird es wichtig, ihm eine freie Atmung zu sichern. D. h. Nase offen, viel Sauerstoff aber auch Bewegung.

## Spezielle Maßnahmen der Säuglingspflege
Dazu zählen Nasenreinigung, Pflege eines geröteten Afters, Maßnahmen beim Zahnen und Pflege bei leichten Erkrankungen und Koliken.

## Pflege von Frühgeborenen
Neugeborene, die vor Vollendung der 37. SSW zur Welt kommen, werden als Frühgeburt bezeichnet. Zu diesem Zeitpunkt ist der Säugling noch unreif, d. h. seine Organe sind noch nicht reif, um ihre Funktion aufzunehmen. Wichtige Aufgabe ist hier die genaue Differenzierung, welche Lebensaktivitäten das Kind selbständig kann (z. B. atmen) und welche unterstützt werden müssen (z. B. Essen und Trinken bei schwachem Saug- und Schluckreflex mit Magensonde ernähren). Oftmals kommt der Lebensaktivität „Atmen und Kreislauf regulieren“ die größte Bedeutung zu.
Bei den Eltern kommt es nicht selten zu Versagens- und Schuldgefühlen und oft auch zu Angst bezüglich des Umgangs mit dem Frühgeborenen.

### Erstversorgung
Neben der allgemeinen Erstversorgung eines Neugeborenen sind bei zu frühgeborenen Kindern alle Maßnahmen zum Wärmeerhalt, zur Prävention einer Hirnblutung und zur Atemunterstützung bei Ateminsuffizienz besonders. Je nachdem, wo das Kind geboren wurde, ist zusätzlich ein Transport in eine neonatologische Intensivstation, eine Kinderklinik, ein Perinatalzentrum oder eine Klinik mit neonatologischer Intensivstation notwendig. Je näher der Kreißsaal bzw. OP und die neonatologische Intensivstation beieinander liegen, je Risikoärmer ist der Transport.
Maßnahmen zum Wärmeerhalt
- Erstversorgung auf einer Reanimationseinheit mit Wärmestrahler und möglichst beheizter Matte
- sofortiges Abtrocknen
- entfernen aller feuchter Tücher
- Vermeiden von Zugluft
- befeuchten und möglichst auch erwärmen von Sauerstoff
- vorwärmen des Transportinkubators
- Zum Schutz vor Wärmeverlust durch Konvektion können Kopf und Rumpf des Babys mit Klarsichtfolie abgedeckt werden[54]

Maßnahmen zur Prävention einer Hirnblutung
- damit die Halsvenen nicht abknicken und der venöse Rückfluss ungehindert möglich ist, erfolgt eine spezielle Lagerung des Kindes in Mittelstellung auf dem Rücken oder eine Seitenlagerung
- bei Maskenbeatmung oder Intubation, darf der Kopf nicht fest gegen die Unterlage gepresst werden[54]

Maßnahmen zur Atemunterstützung
- Gabe von Sauerstoff
- Maskenbeatmung mittels Handbeatmungsbeutel oder mittels Beatmungsgerät
- positiver Atemwegsdruck mittels Nasen-CPAP
- maschinelle Beatmung nach Intubation
- bei Surfactant-Mangelsyndrom wird Surfactant über den Endotrachealtubus verabreicht
- nach Maskenbeatmung und Intubation oder nach Anlegen eines Nasen-CPAP wird eine Magensonde zur Aspirationsprophylaxe und zur Entlüftung des Magens auf Ablauf gelegt

Je nach Ausmaß der Ateminsuffizienz ist eine oder auch eine Kombination mehrerer Maßnahmen notwendig.
Maßnahmen bei Transport im Notarztwagen
- Elterninformation und Ihnen vorher den Kontakt zum Kind ermöglichen
- sichere Lagerung des Kindes wie bei der Erstversorgung (evtl. auf einer Gelmatratze, evtl. wird der Kopf des Kindes in der Hand gehalten), bei stabilen Frühgeborenen ist auch ein Känguru-Transport möglich, bei dem z. B. die Mutter mit Gurten auf der Rettungstrage festgehalten wird und das Kind mithilfe eines Tragetuchs bäuchlings auf der Mutter liegend fixiert wird
- genaue Beobachtung des Kindes (Hautkolorit, Thoraxexkursion, Eigenatmung etc.) vor und während des Transport bei guter Beleuchtung
- Überwachung von Atmung, EKG, Sauerstoffsättigung, ggf. Blutdruck und Temperatur auch mittels Monitor
- Überwachung des Beatmungsgerätes
- der Transportinkubator wird an die Stromversorgung des Rettungswagens abgeschlossen um die Wärmezufuhr konstant zu halten
- evtl. Fahrzeugheizung einschalten
- der Transportinkubator wird an die Gasversorgung des Fahrzeugs angeschlossen
- Handbeatmungsbeutel mit passender Maske, ein Stethoskop, Absaugkatheter und sterile Handschuhe in der richtigen Größe griffbereit legen
- Absauganlage auf Funktionstüchtigkeit überprüfen
- die Zufuhr von Infusionslösungen über Spritzenpumpen wird überwacht und auf Wirksamkeit kontrolliert
- möglichst keine Erschütterungen beim Transport
- Dokumentation der Überwachungsparameter, Therapie, Besonderheiten und Namen der Begleitpersonen im Transportprotokoll
- zügige und behutsame Übergabe des Säuglings auf der Intensivstation[56]

### Pflegeprobleme beim Frühgeborenen
- Gefahr der Kreislaufinstabilität
- Temperaturinstabilität aufgrund ungenügender Wärmeregulation
- Gefahr des Sauerstoffmangels durch ungenügende Spontanatmung und Neigung zu Apnoen
- Gefahr von Komplikationen wie Aspiration, Hirnblutung, nekrotisierende Enterokolitis
- beeinträchtigte Ernährung aufgrund der Unreife des Verdauungstrakts und des schwach entwickelten Saug- und Schluckreflexes
- fehlender Tag-Wach-Rhythmus
- Infektionsgefahr aufgrund der Unreife des Immunsystems
- veränderte Eltern-Kind-Beziehung aufgrund zu früher Geburt und Intensivbehandlung des Babys
- Belastung durch den Aufenthalt auf der Intensivstation (Licht, Geräuschpegel, unangenehme Berührungen z. B. Absauegen, Blutentnahme, ständig wechselnde soziale Kontakte, …)[54]

### Aufgaben der Frühgeborenenpflege auf der Intensivstation
- Beobachtung und Unterstützung der Atmung
- Beobachtung des Kreislaufs
- Beobachtung und Maßnahmen zur Aufrechterhaltung und Regulation der Körperwärme
- Frühgeborenengerechte Gestaltung der Umgebung und des Tagesablaufs
- Bewusste Gestaltung des Tagesablaufs zur Unterstützung der Entwicklung eines regelmäßigen Schlaf-Wach-Rhythmus
- Erhalt der oralen Empfindsamkeit und Förderung des Saug- und Schluckreflexes
- Unterstützung bei der Nahrungsaufnahme
- Beobachtung und Unterstützung bei der Ausscheidung
- Prävention einer Hirnblutung
- Unterstützung bei der Entwicklung physiologischer Bewegungsmuster
- Prävention von Kopf- oder Skelettdeformationen
- Schutz vor Infektionen
- Pflege der Haut
- Familienorientierte Pflege
- Pflege mit Hilfe des Inkubators oder eines Wärmebettes